# Dito Tsintsadze
Dito Tsintsadze (în georgiană დიტო ცინცაძე; n. 2 martie 1957, Tbilisi, Republica Sovietică Socialistă Gruzină, URSS) este un regizor și scenarist georgian. A regizat peste treisprezece filme de lungmetraj, primul în 1988. Filmul său de comedie neagră, Lost Killers a fost proiectat în secțiunea Un Certain Regard la Festivalul Internațional de Film de la Cannes din 2000. În 2007 a fost membru al juriului celui de-al 29-lea Festival Internațional de Film de la Moscova. Din 1996 locuiește și lucrează la Berlin.

## Biografie
Din 1975 până în 1981 a studiat regia de film la Teatrul și Universitatea de Film Shota Rustaveli, la clasa profesorilor Eldar Shengelaia și Otar Iosseliani. Până în 1989 a lucrat ca asistent de regie în studioul de film Kartuli Pilmi. În 1990 a realizat primul său lungmetraj Guests, apoi a lucrat pentru compania privată de producție de film Shvidkatsa. În 1993, pentru filmul Zgvardze, care parafrazează războiul civil din Georgia, a primit Leopardul de Argint la Festivalul Internațional de Film de la Locarno  și Vulturul de Aur la Festivalul Internațional de Film al Națiunilor Mării Negre de la Tbilisi.
Între 1993 și 1996, Tsintsadze a lucrat pentru o casă de producție de film italiană. În 1996 a primit o bursă de film Nipkow la Berlin, apoi a locuit cu familia sa în Georgia și Germania. Aceste experiențe personale au influențat intriga din Lost Killers (2000), un film despre cinci imigranți care își petrec viața într-un cartier roșu din Mannheim. A primit un premiu special al juriului – un Alexandru de argint – la Festivalul de Film de la Salonic  și premiul principal la Festivalul de Film⁠(d) din Cottbus. Pentru filmul Schussangst, o poveste despre un tânăr îndrăgostit care își pierde stăpânirea realității ajungând la o crimă, în 2003 a fost premiat la Festivalul Internațional de Film de la San Sebastián din Spania cu Scoica de Aur și la Festivalul Internațional de Film de la Tbilisi⁠(d) cu un Prometeu de Aur.
De atunci locuiește în întregime la Berlin. În 2005, Dito Tsinstadze a scris împreună cu scriitorul și regizorul georgian Zaza Rusadze⁠(d) scenariul filmului Omul de la ambasadă (Der Mann von der Botschaft) pe care l-a regizat în Georgia. Omul de la ambasadă descrie legătura dintre un oficial al ambasadei germane și un localnic. Actorul principal Burghart Klaußner a primit premiul pentru cel mai bun actor - Leopardul de Aur - la Festivalul Internațional de Film de la Locarno. Dito Tsintsadze și Zaza Rusadze au câștigat la Festivalul Internațional de Film de la Mar del Plata Premiul Astor de argint pentru cel mai bun scenariu. Asociația Criticilor de Film din Argentina a considerat filmul Omul de la ambasadă drept cel mai bun film al festivalului. În 2007 a regizat filmul TV Reverse în Georgia. În 2008, lungmetrajul său Mediator a fost selectat ca propunerea oficială a Georgiei la categoria cel mai bun film străin de la Premiile Oscar din 2009.
În 2011, Dito Tsintsadze a acordat premiul CineMerit⁠(d) la Festivalul Internațional de Film de la München⁠(d) fostului său mentor, Otar Iosseliani.

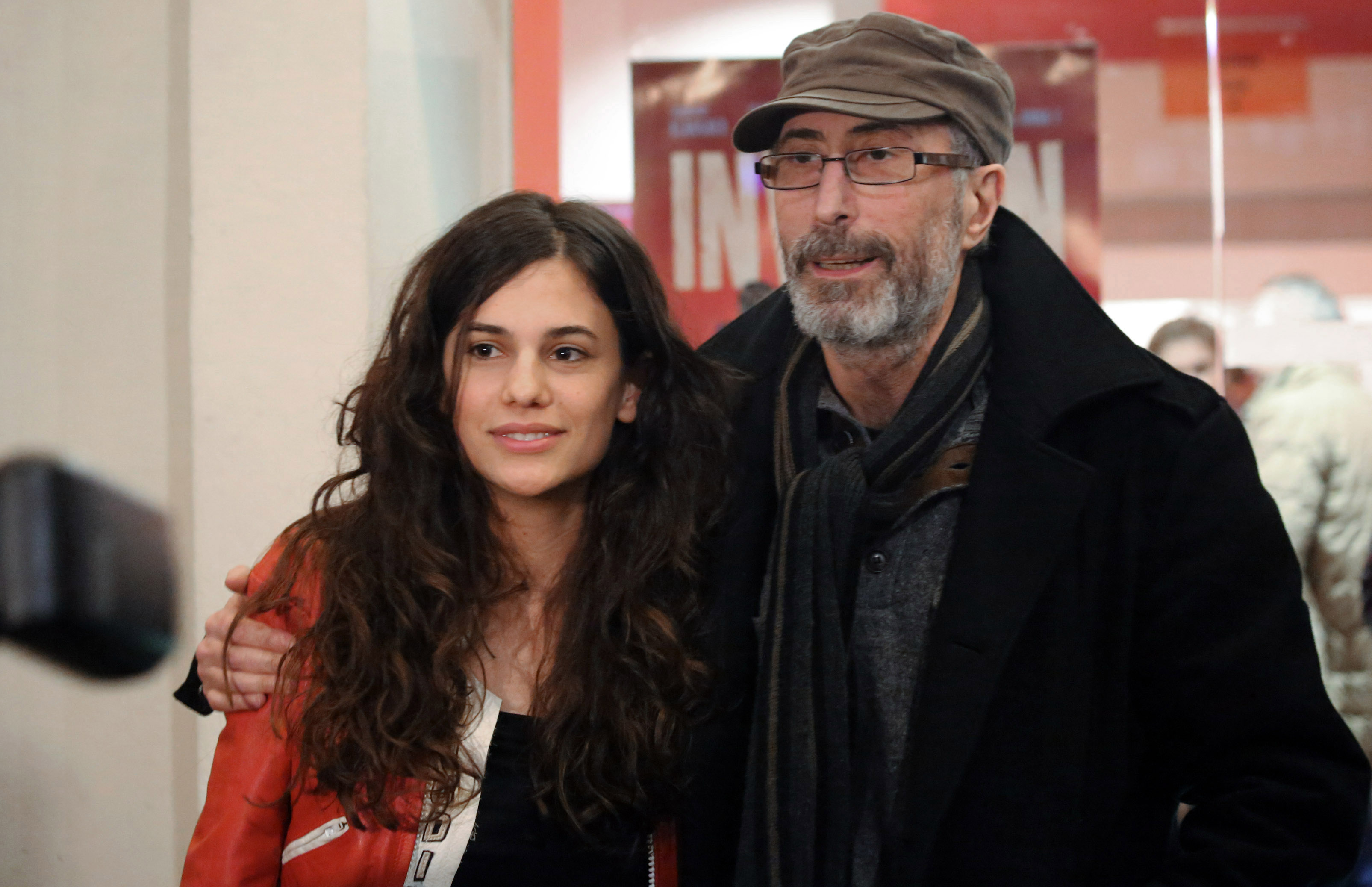
Dito Tsintsadze cu cântăreața Anna F. la premiera filmului Invasion din Viena, Austria, în 2013

Filmul său Invasion a fost lansat în cinematografele germane în 2012. În același an, Invasion a câștigat Marele Premiu Special al juriului Festivalului Mondial de Film de la Montreal.
În 2015, filmul lui Tsintsadze God of Happiness⁠(d), a câștigat marele premiu al Festivalului de Film de la Biberach – Castorul de Aur. În anul 2016, a fost membru al juriului Festivalului Internațional de Film de la Sofia. Filmul lui Tsintsadze, Shindisi, a fost proiectat la Festivalul Internațional de Film de la Shanghai din 2019. A fost selectat ca propunerea oficială a Georgiei la categoria cel mai bun film străin la cea de-a 92-a ediție a Premiilor Oscar. A câștigat Marele Premiu la cel de-al 35-lea Festival Internațional de Film de la Varșovia în 2019, unde Tsintsadze a câștigat și la categoria Cel mai bun regizor.
Tsintsadze este căsătorit cu actrița Marika Giorgobiani. Împreună au un fiu, Nicolos Tsintsadze. Dintr-o căsătorie anterioară, el are o fiică, Nutsa Tsintsadze.

## Filmografie
- The Drawn Circle (1988)
- Guests (1990)
- The Return (1990)
- House (1991)
- Zgvarze (1993)
- Lost Killers⁠(d) (2000)
- An Erotic Tale (2002)
- Gun-Shy⁠(d) (2003)
- The Man from the Embassy (2006)
- Reverse (film TV) (2006)
- Mediator (2008)
- Invasion (2012)
- God of Happiness⁠(d) (2015)
- Shindisi (2019)